# Houverath (Bad Münstereifel)
Houverath ist ein Stadtteil von Bad Münstereifel im Kreis Euskirchen, Nordrhein-Westfalen.

## Lage
Der Ort liegt östlich der Kernstadt von Bad Münstereifel. Durch ihn verläuft die Landesstraße 497. Am Ortsrand fließt der Houverather Bach, der sich dort mit dem Winkelbach vereinigt, der später als Sahrbach in die Ahr mündet.

## Geschichte
Der Ort Houverath wurde 1190 erstmals urkundlich erwähnt. Zu jener Zeit war Houverath schon 200 Jahre im Besitz des Grafen von Vianden. Die Landeshoheit wechselte gut 200 Jahre später, zum Grafen von Blankenheim. Dieser musste 1794 die Landeshoheit nach dem Einmarsch der Franzosen ins Rheinland wieder abtreten.
Zu dieser Zeit bildeten der Ort Limbach und Houverath einen Gerichtsbezirk. Am 1. Juli 1969 wurde die bis dahin eigenständige Gemeinde Houverath nach Bad Münstereifel eingemeindet.

## Infrastruktur und Vereine
Im Ort gibt es eine katholische Grundschule und einen viergruppigen Kindergarten, dessen Träger das DRK Euskirchen ist. Den örtlichen Vereinen steht eine Sport- und Mehrzweckhalle zur Verfügung. Die Pfarrkirche ist St. Thomas gewidmet. Auf der Kriegsgräberstätte ruhen 15 Tote.
Sehenswert ist die denkmalgeschützte alte St.-Thomas-Kirche, die bis zur Konsekration der neuen im Jahr 1913 als Pfarrkirche diente.
Es gibt in Houverath einen Karnevalsverein mit drei Garden. Unterhalb des Ortes, am Houverather Bach, liegt der Dauer-Campingplatz des Kölner Camping Club e. V.

## Verkehr
Die VRS-Buslinien 741 und 828 der RVK verbinden den Ort mit Bad Münstereifel, weiteren Nachbarorten und mit Rheinbach, überwiegend als TaxiBusPlus im Bedarfsverkehr.
| Linie | Verlauf |
| ----- | --- |
| 741   | MiKE (außer im Schülerverkehr): Rheinbach Bf – Loch – Queckenberg – Kurtenberg (– Scheuren – Maulbach – Eichen – Lanzerath – Houverath – Limbach – Wald)                                                                               |
| 828   | MiKE (außer im Schülerverkehr): Bad Münstereifel Bf – (Bad Münstereifel Rathaus →/ Gewerbegeb./Ärzteh. ←) Rodert – Holzem – Lethert – Effelsberg – Scheuerheck – Wald – Limbach – Houverath – Lanzerath – Eichen – Maulbach – Scheuren |